# Dentes extranumerários
Dentes extranumerários ou supranumerários são considerados alterações de desenvolvimento dentário”alterações de número”.
Qualquer dente que exceda o número normal de dentes é denominado extranumerário. Na dentição permanente o nº é de 32 e na dentição decídua (dentes de leite) o nº é de 20 dentes
Estes elementos extranumerários podem ter a forma normal ou ter uma forma que não lembra a anatomia dos dentes daquela região.
Estes dentes podem se desenvolver em qualquer parte dos arcos dentários.
Ocorrem com muita freqüência na região de incisivos superiores.Estes elementos também podem estar posicionados de uma forma que venha a impedir a erupção normal de um dente
Nem sempre estes dentes supranumerários erupcionam (nascem) no arco, isto irá depender do grau de espaço disponível na arcada.
Como são assintomáticos, muitas vezes são detectados somente em exames radiográficos.
Vários termos são aplicados aos dentes extranumerários de acordo com o local onde aparecem. Um dente supranumerário na região de incisivo central superior chama-se mesiodente, os que estão localizados após os terceiros molares (sisos) chamam-se quarto molar ou distomolar.Um dente supranumerário na região posterior situado paralelamente à um dente molar chama-se paramolar.
Um único dente extranumerário é muito freqüente na dentição permanente, mas dentes supranumerários múltiplos também podem ocorrer, podendo estar relacionados com a presença de síndromes.
Bibliografias recomendadas:
- Neville,Brad.Patologia Oral e Maxilofacial,1ºedição,GuanabaraKoogan,1998
- Freitas,Aguinaldo.Radiologia Odontológica,4º edição, Artes mádicas,1998